# Política energética de los Estados Unidos

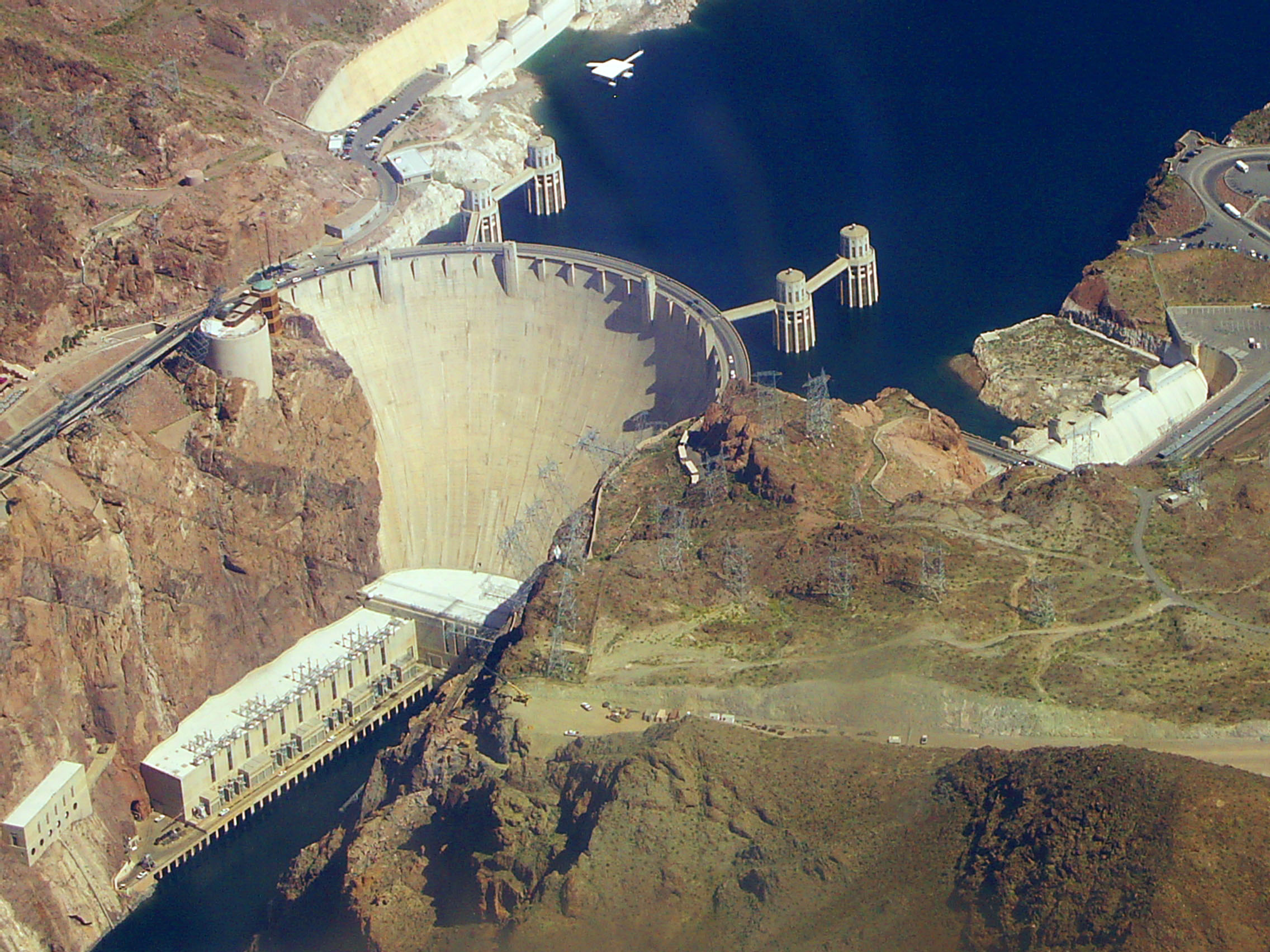
La presa Hoover proporciona energía hidroeléctrica y agua potable al suroeste del país.

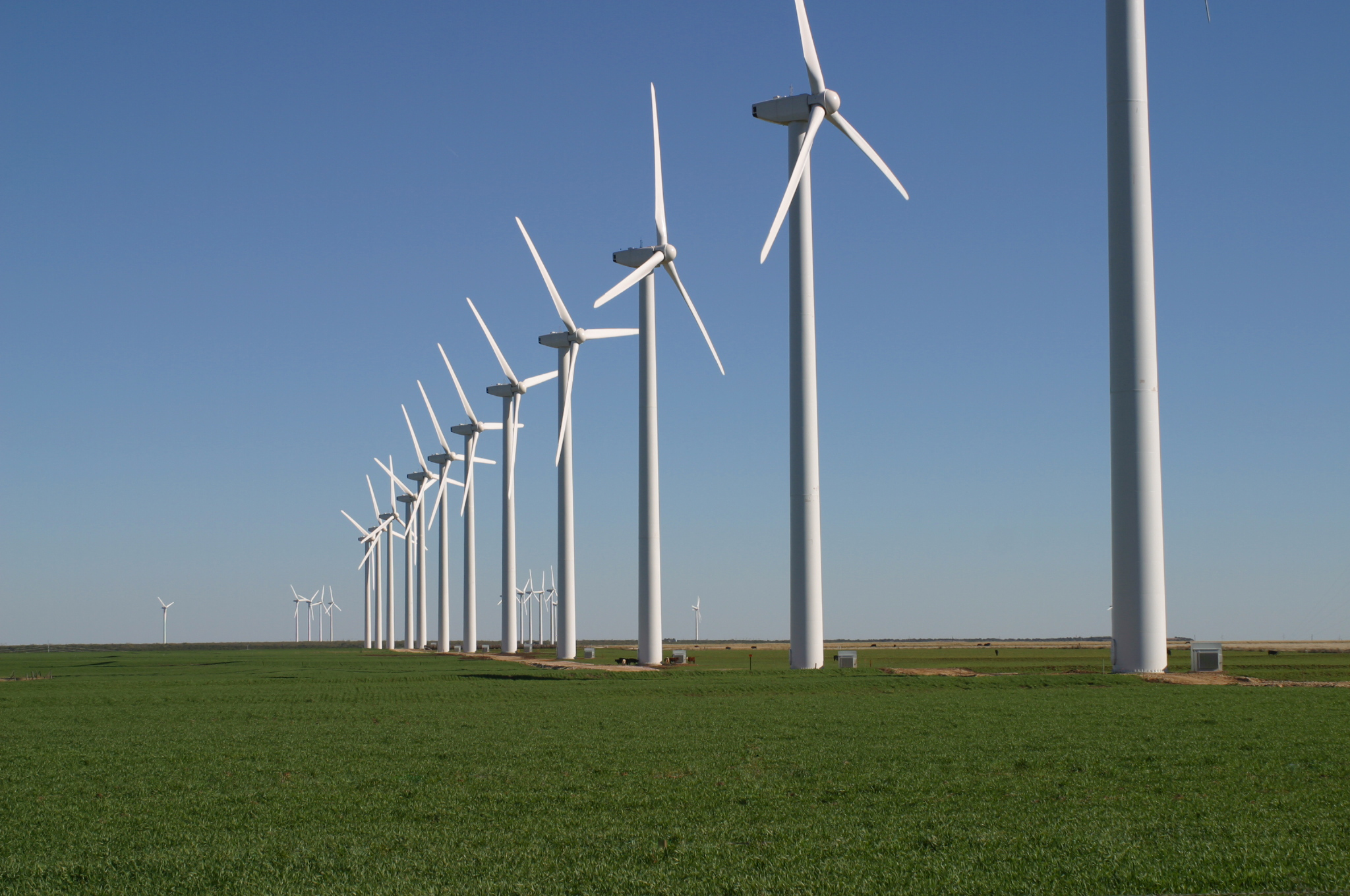
Parque eólico en Texas.

La política energética de los Estados Unidos es determinada por las entidades públicas federales, estatales y locales de los Estados Unidos, que abordan problemas de producción de energía, distribución y consumo, tales como códigos de edificación y estándares de consumo de combustible. La política energética puede incluir legislación, tratados internacionales, subsidios e incentivos a la inversión, asesoramiento para el ahorro de energía, impuestos y otras técnicas de políticas públicas.
 pero no se ha propuesto ninguna política energética exhaustiva a largo plazo, aunque haya habido preocupación por este fracaso.
Tres Leyes de Política Energética se han aprobado, en 1992, 2005 y 2007, las cuales incluyen muchas previsiones para la conservación, tales como el programa Energy Star y el desarrollo de energía, con concesiones y estímulos fiscales tanto para la energía renovable como para la no renovable.
Los programas de incentivos de eficiencia energética de cada estado también desempeñan un papel significativo en la política energética total de los Estados Unidos. Los Estados Unidos se han resistido a firmar el Protocolo de Kioto, prefiriendo permitir al mercado manejar las reducciones de CO2 para atenuar el calentamiento global. La administración del presidente Barack Obama ha propuesto una reforma agresiva de la política energética, incluyendo la necesidad de una reducción de emisiones de CO2, con un programa de comercio de derechos de emisión, que podría ayudar a promover un desarrollo de energía renovable y sostenible.

## Historia
En el periodo colonial, la política energética de los Estados Unidos se basaba en el uso libre de la madera, para la calefacción y la industria. El siglo XIX, dio acceso al carbón y su uso para el transporte, la calefacción y la industria. Las ballenas fueron utilizadas como aceite para las lámparas. Más tarde, el gas de carbón fue consumido para su uso como luz y gas para la ciudad. El gas natural fue utilizado por primera vez en los Estados Unidos para la iluminación en 1816, ha crecido en importancia para su uso en los hogares, la industria y plantas de energía, pero la producción de gas natural alcanzó su punto más alto de EE. UU. en 1973, y el precio ha aumentado significativamente desde entonces.
El carbón proporcionó la mayor parte de energía hasta mediados del siglo XX. En la mayoría de los hogares urbanos había un búnker y un horno de carbón. A través de los años, estos fueron sustituidos por hornos de petróleo, no por ser más barato, sino porque era más fácil y seguro. El carbón sigue siendo mucho más barato que el petróleo. El mayor uso del petróleo vino con el desarrollo del automóvil.
La producción de petróleo aumento hasta 1970, y luego comenzó a declinar.
En 1950, el consumo de petróleo superó al del carbón. La abundancia de petróleo en California, Texas, Oklahoma, así como Canadá y México, junto con su bajo costo, la facilidad de transporte, alta densidad de energía, y el uso en motores de combustión interna, fueron llevaron a una utilización cada vez mayor. Tras la Segunda Guerra Mundial, las calderas de combustibles para calefacción se hicieron cargo de los de carbón a lo largo de la costa este; se hizo cargo de las locomotoras diésel, las locomotoras de vapor a carbón en virtud de la dieselizacion, en las plantas eléctricas alimentadas por petróleo se construyeron, los autobuses a base de petróleo sustituyeron los tranvías eléctricos en una impulsada campaña de conspiración de la GM por la que fueron encontrados culpables y los ciudadanos compraron vehículos con motor con gasolina. Las Autopistas Interestatales ayudó a que los vehículos sean el principal medio de transporte personal. Dado que las importaciones aumentaron, La política extranjera en EE. UU. arrasó inexorablemente a la política de Medio Oriente, el apoyo de productores de petróleo de Arabia Saudita y el patrullaje de las rutas marítimas del Golfo Pérsico.
Cuando Nikola Tesla introdujo la red de electricidad en los EE. UU., fue a partir de La hidroelectricidad producida en las Cataratas del Niágara, Nueva York en 1883.La electricidad generada por grandes presas como: la presa de Jensen, el Proyecto TVA, la Represa Grand Coulee y la Represa Hoover siguen produciendo algunos de los más bajos precios ($0.08/kWh) de energía en América. La electrificación rural de líneas de energía se unió a muchas más áreas.
El gobierno federal ofrece subsidios sustancialmente mayor a las energías renovables que en el periodo 2002-2008. Los subsidios a los combustibles fósiles ascendieron a aproximadamente $ 72 mil millones durante el período de estudio, lo que representa un costo directo para los contribuyentes. Los subsidios a los combustibles renovables, ascendieron a 29 mil millones dólares durante el mismo período.

## Independencia energética y resiliencia

La producción de petróleo de EE. UU. alcanzó un tope en 1970 y declinó desde entonces. En 2005 las importaciones alcanzaron el doble de la producción nacional.

La producción de petróleo de los Estados Unidos alcanzó su máximo nivel en 1970 y después comenzó a declinar. Para 2005 las importaciones alcanzaron casi dos veces el monto de la producción.
La crisis del petróleo de 1973 hizo de la energía un tema de discusión popular en los EE. UU. El Departamento Federal de Energía inició con los pasos previstos hacia la conservación de energía y mayor producción de energía moderna. Un límite nacional de velocidad máxima 55 mph (88 km / h) se impuso para ayudar a reducir el consumo, y la Corporate Average Fuel Economy (CAFE aka) promulgó las normas para reducir el tamaño de los diferentes tipos de automóviles. Durante todo el año el horario de verano se impuso, la Reserva Estratégica de Petróleo de los Estados Unidos fue creada y la Ley Nacional de la Energía de 1978 se introdujo. Formas alternativas de energía y diversificaciones en el suministro de petróleo fueron el resultado.
Los Estados Unidos reciben aproximadamente el 84% de su energía de combustibles fósiles. Esta energía es usada para el transporte, la industria y el uso doméstico. El resto proviene principalmente del hydro y las principales estaciones nucleares. Los estadounidenses constituyen menos del 5% de la población del mundo, pero consumen el 26% de la energía mundial, para la producción mundial consumen el 26%. Representan cerca del 25% del consumo del petróleo mundial, mientras que producen solamente un 6% del suministro del petróleo mundial y tienen solamente un 3% de las reservas mundiales de petróleo conocidas.
En los Estados Unidos, el petróleo es consumido principalmente como combustible para automóviles, autobuses, camiones y aviones (en forma de gasolina, diésel y combustible para aviones). Dos tercios del consumo de petróleo de EE. UU. se encuentran en el sector del transporte. Los Estados Unidos (un país de exportación importante para las reservas de alimentos) en el 2008 convertirá el 18% de su producción de cereales para etanol. A través de los EE. UU., en el 2007, el 25% de la cosecha de maíz entero fue para el etanol. Se espera que el porcentaje de biocombustibles de maíz vaya en aumento. En el 2006, los Senadores de EE. UU. introdujeron la Ley de Seguridad de Biocombustibles.
La propuesta ha sido hecha para una economía de hidrógeno, donde los carros y las fábricas son accionados por celdas de combustible, aunque el hidrógeno todavía tendría que producirse a un costo de energía, y los carros de hidrógeno han sido llamado uno de los menos eficiente y una de las formas más caras de reducir el efecto de los gases invernadero. Otros planes de la sociedad incluyen la fabricación de carbono neutral y el uso de energía renovable, incluidas la solar, eólica y las fuentes de metano.
Por otro lado, los automóviles, podrían ser alimentados el 60% por electricidad, 20% por biocarburantes y el otro 20% por la luz solar directa. El rediseño de ciudades, teletrabajo, transporte público, comunidades pequeñas y caminar también reducen el consumo de combustible en los automóviles y la obesidad. Aventón en autos, carros flexibles, autos inteligentes y conmutas más cortas podrían reducir el uso del combustible.
Cabe señalar que entre 1950 y 1984, la Revolución Verde transformó la agricultura en todo el mundo, la producción mundial de cereales aumentó un 250%. La energía para la Revolución Verde fue suministrada por los combustibles fósiles en forma de fertilizantes (gas natural), pesticidas (petróleo) y la irrigación de hidrocarburos. El pico de la producción mundial de hidrocarburos puede evaluar la crítica de Malthus.

## Consumo de energía

Consumo de energía en Estados Unidos por sectores económicos

Los edificios y su construcción consumen más energía que el transporte o aplicaciones industriales, los edificios son responsables de la porción más grande de la emisión del gas invernadero, ellos tienen el impacto más grande en el cambio artificial del clima causado por el hombre. El AIA por sus siglas en inglés (Instituto Americano de Arquitectos) ha propuesto construir edificios sin emisión de carbono en el 2030, esto quiere decir que la construcción y la operación de edificios no requerirán energía de hidrocarburo ni emitirán gases invernaderos, y para que Estados Unidos reduzca la emisión de CO2 de 40% a 60% por de debajo del nivel de 1990 en el año 2050.
Cuando el presidente Carter creó el Departamento de Energía de los Estados Unidos en 1977, uno de sus primeros proyectos exitosos fue el Programa de Ayuda a la Climatización. Durante los últimos 30 años, este programa ha proporcionado los servicios a más de 5,5 millones de familias de bajo recursos. En promedio, el bajo costo de la climatización reduce gastos hasta un 31% y total de gastos de $358 por año al precio actual. El incremento de las inversiones en energía eficiente y climatización tienen un alto retorno.
El “Acta de Seguridad de la Independencia de Energía del 2007” tiene un impacto significativo en la Política energética de Los Estos Unidos. Incluye financiamiento para ayudar a mejorar códigos de construcción, y lo hará ilegal vender focos incandescentes, como son menos eficientes que los fluorescente y LEDs (Light Emitting Diode/ diodo emisor de luz).
Tecnologías como el diseño solar pasivo de construcción de edificio y edificios cero de energía (ZEB) ha demostrado reducciones significativas en la cuenta de energía en las nuevas construcciones. El "Acto de Seguridad e Independencia de Energía de 2007” incluye el financiamiento para aumentar la popularidad de ZEBs por su siglas (en inglés Zero Energy Buildings) (edificios de cero energía), fotovoltaico, e incluso un nuevo programa solar de aire acondicionado. Muchas medidas para ahorrar energía pueden ser añadidas a edificios existentes como mejoras, pero otros son solo rentables en nueva construcciones, que es por qué construyendo mejoras de código son favorecidas. Ambos requieren soluciones para mejorar y estimular la conservación de energía, y para las nuevas fuentes de energía.
El Acto de Seguridad e Independencia de Energía de 2007 aumenta el promedio del kilometraje de combustible a 35 mpg para 2020. La administración actual y la legislación de 2007 promueven el uso del término de carros enchufables, y de carros de hidrógeno para el 2020. Toyota ha sugerido que su tercera generación 2009 Prius puede costar mucho menos que el modelo actual.

## Fuentes de energía

Consumo de energía por fuente primaria en 2013

### Petróleo

EE.UU. Producción de petróleo crudo e importaciones por año en millones de barriles por día, 1910-2013.

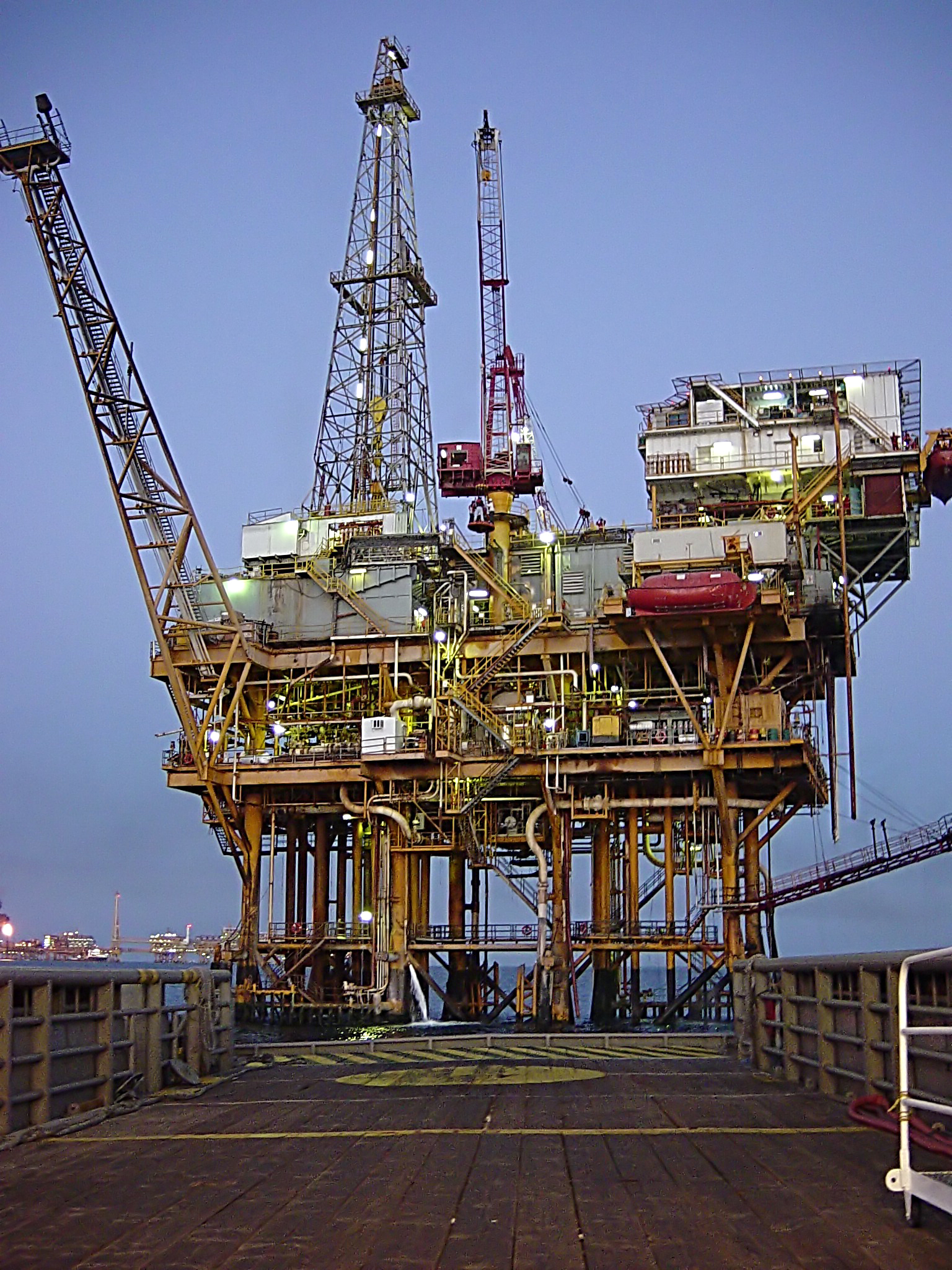
Plataforma petrolera

## Energía nuclear

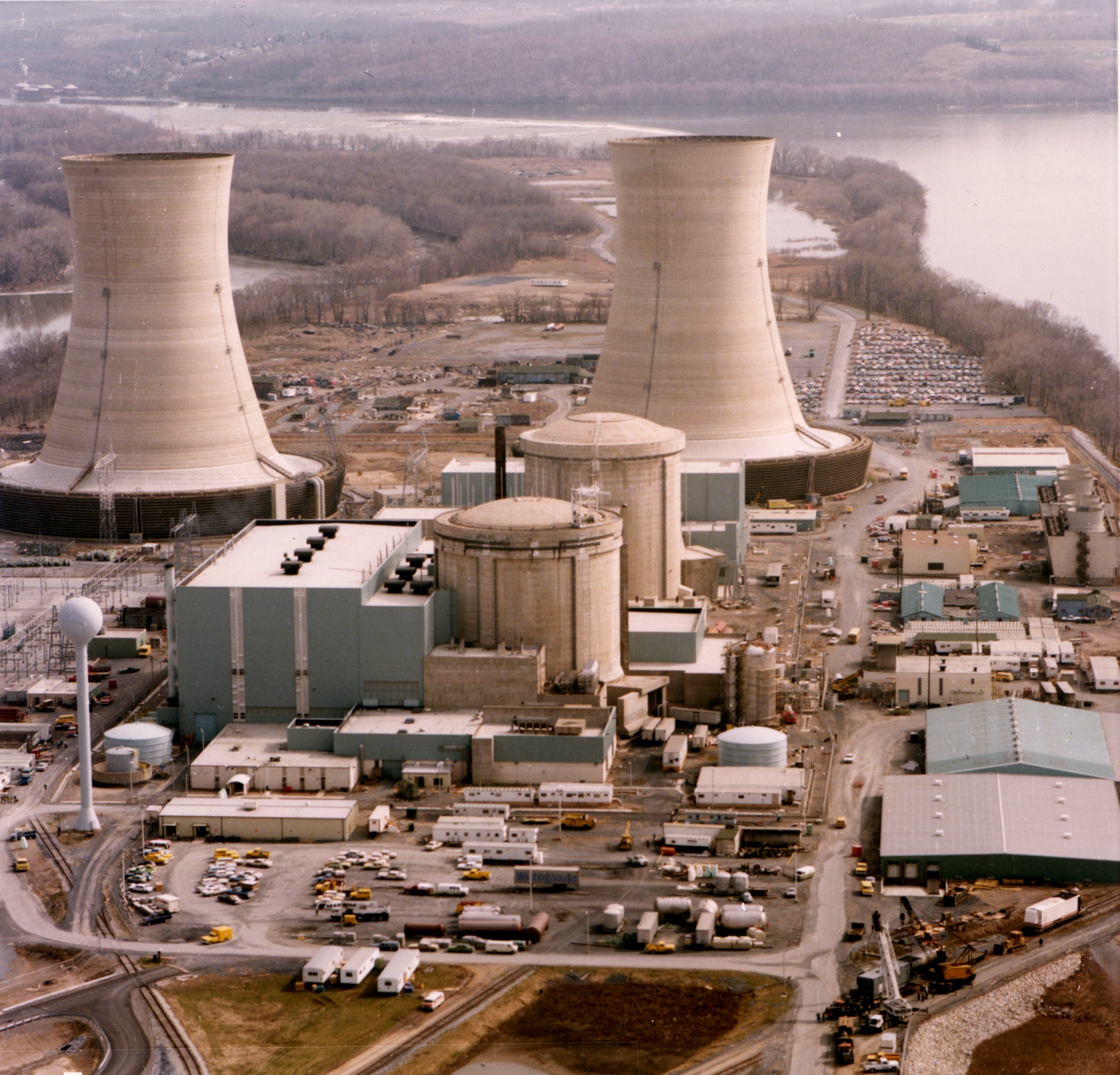
Vista aérea de las torres de refrigeración e instalaciones nucleares

## Energías renovables

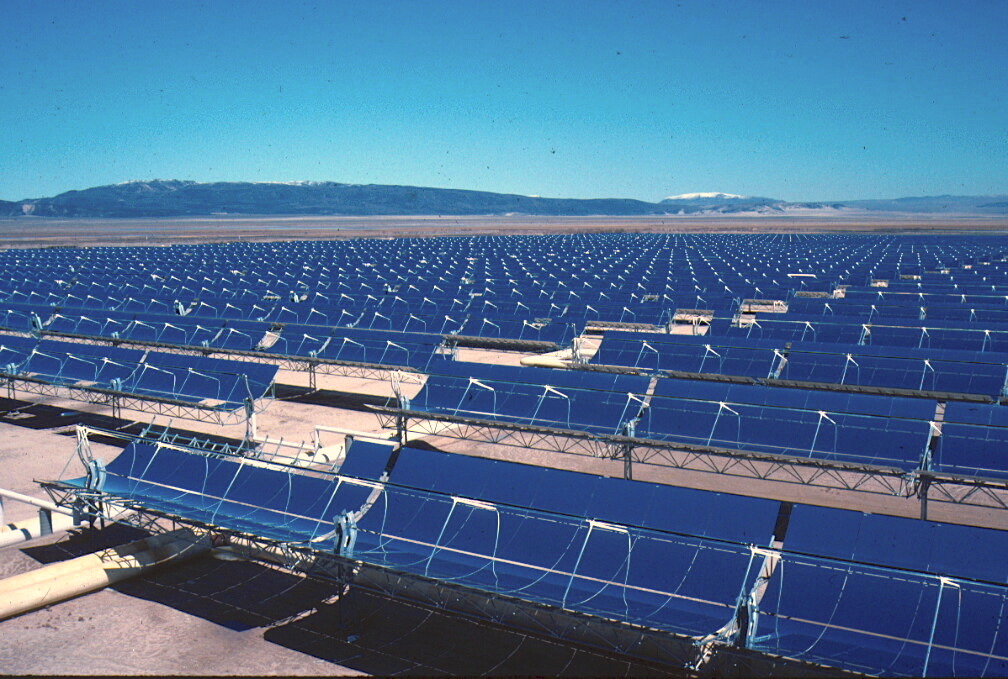
Planta de energía termosolar de concentración de 354 MW en San Bernardino, California.

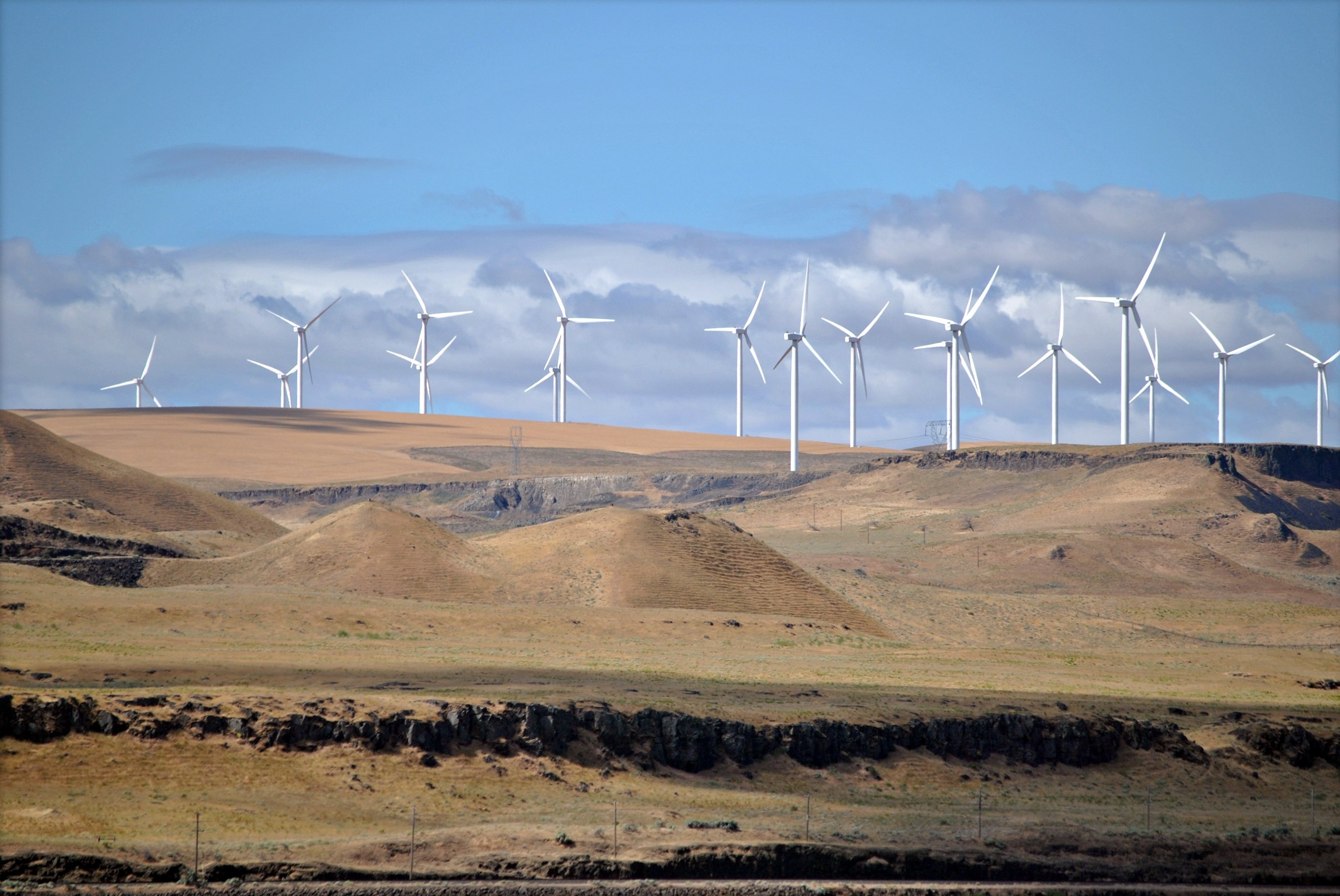
Parque eólico de 845 MW en el estado de Oregón.

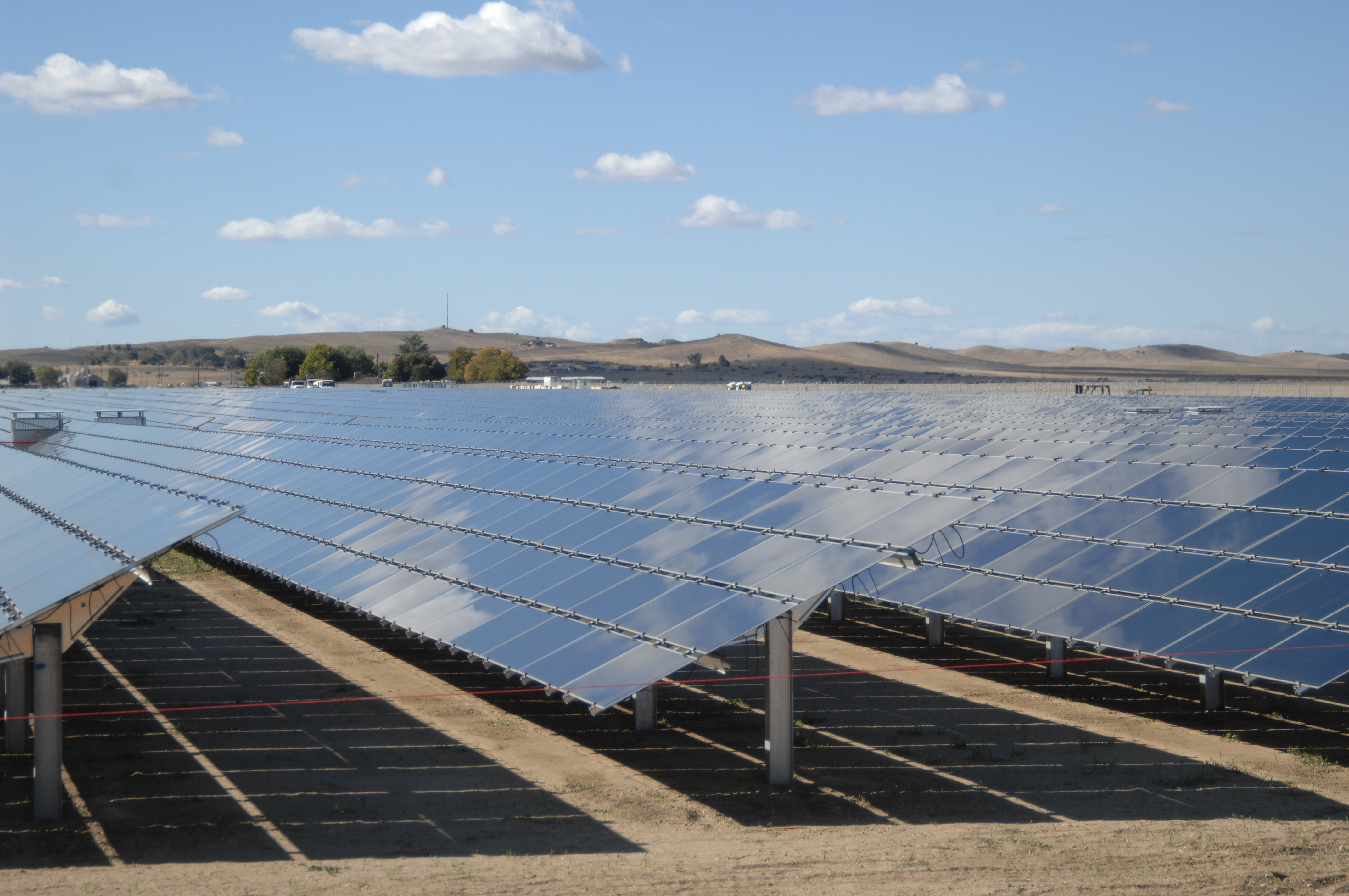
Paneles solares en la planta Topaz Solar Farm, de 550 MW.

## Estadísticas

Histórial del consumo energético: Quad BTU. (1 Quad/s=1,055 trillion MW; 1 Quad/ano = 33,5 Gigawatts)

## Emisiones de carbono

historial del dióxido de carbono atmosférico